# ウラド後旗
ウラド後旗（ウラドこうき、モンゴル語：ᠤᠷᠠᠳ ᠤᠨ
ᠬᠣᠶᠢᠲᠤ
ᠬᠣᠰᠢᠭᠤ　転写：Urad-un qoyitu qosiɣu）は、中華人民共和国内モンゴル自治区バヤンノール市に位置する旗。
農業と牧畜の混合生産地区で、牧畜は食肉用の羊が主。非鉄金属とエネルギー関連の天然資源が豊富で、鉛や亜鉛、ケイ素、ニッケル、オイルシェール、石油等を産する。風力発電、太陽光発電、石炭化学や鉱工業に力を入れている。

## 行政区画
3バルガス（鎮）、3ソム（蘇木）を管轄
- バルガス（鎮）
  - バヤンボラグ・バルガス（巴音宝力格鎮）
  - フフオンドル・バルガス（呼和温都爾鎮）
  - チョグオンドル・バルガス（潮格温都爾鎮）
- ソム（蘇木）
  - ホグチ・ソム（獲各琦蘇木）
  - バヤンチャンダマン・ソム（巴音前達門蘇木）
  - オーイン・ゴル・ソム（烏蓋蘇木）